# Hôtel de Miromesnil
L'hôtel de Miromesnil est un hôtel particulier situé à Rouen, en France.

## Localisation
L'hôtel de Miromesnil est situé dans le département français de la Seine-Maritime, sur la commune de Rouen, au no 12 rue de la Seille.

## Historique
Les façades et les toitures sont inscrites au titre des monuments historiques en 1978.